# Puerto Salgar (kommun)
Puerto Salgar är en kommun i Colombia.   Den ligger i departementet Cundinamarca, i den centrala delen av landet, 110 km nordväst om huvudstaden Bogotá. Antalet invånare är 15 519. Arean är 521 kvadratkilometer.
Terrängen i Puerto Salgar är varierad.